# Reino Gorkha

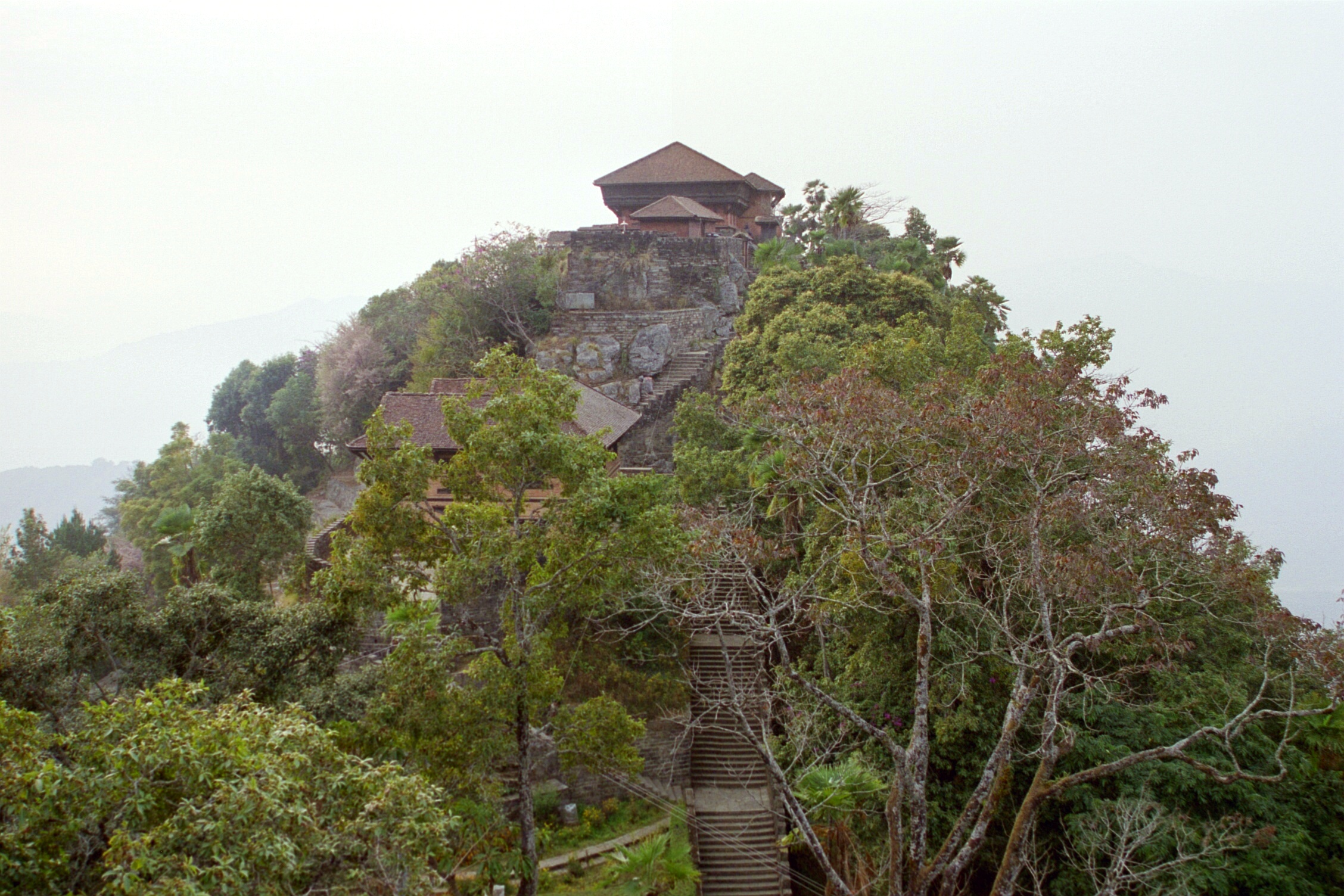
Un darbar en Gorkha.

El Reino Gorkha (en nepalí: गोरखा राज्य, traslit. Gōrkhā rājya) fue un antiguo reino en la confederación de los 24 estados de Chaubisi rajya, en el territorio que hoy es el oeste de Nepal. El Reino de Gorkha se extendió desde el río Marshyangdi hasta el río Trishuli. El reino fue establecido por Dravya Shah, segundo hijo del rey Yasho Brahma Shah, en el año 1559, y desapareció en el 1768.

## Origen
Según la leyenda, uno de los primeros gobernantes del Shah fue Rishi-raj Rana-ji, de la dinastía lunar. Fue nombrado gobernante de Chittorgarh y recibió el título de Bhattarak. La dinastía lunar permaneció en el poder durante trece generaciones. Luego  los musulmanes Yavanas tomaron el poder. El Bhattarak tuvo que abdicar y solo pudo retener el apellido de su casta, Rana-ji. Los rajas fueron denominados Rana-ji durante cuatro generaciones y Rana-ji Rava por otras diecisiete generaciones.
Akbar, el emperador mogol (1542-1605) deseaba casarse con la hija de Fatte Sinha Rana-ji Rava. Akbar fue rechazado porque pertenecía a una religión diferente (el Islam) de la religión hindú. Esta decisión condujo a la guerra. Muchos rajput, incluyendo a Fatte Sinha Rana-ji Rava, fueron asesinados. Los sobrevivientes de la guerra fueron liderados por Udaybam Rana-ji Rava. Ellos fundaron un asentamiento denominado Udaipur.
Manmath Rana-ji Rava fue a Ujjain. Su hijo Bhupal Ranaji Rao fue a Ridi en las colinas del norte y en 1417 (Saka 1945), a Sargha, y luego a Khium en Bhirkot. Allí, desarrolló la agricultura. El nuevo gobernante de Khium tenía dos hijos, Kancha y Micha. Se llevó a cabo su bartabandha (la toma del hilo Bharman) se realizó. Se hicieron planes para que los niños se casaran con las hijas de los Rajputs Raghuvanshi. Kancha, el hijo mayor fue a Dhor. Conquistó Mangart y reinó sobre Garhon, Sathum y Birkot. Micha, el hijo menor, fue a Nuwakot en el extremo oeste y se convirtió en su gobernante.
De Micha, una dinastía de siete rajas comenzó en Nuwakot. Kulamandan, el hijo mayor de Jagdeva, se convirtió en gobernante de Kaski. Fue favorecido y se convirtió en Shah y sucedió a su padre. Kalu, el segundo hijo fue enviado a Dura Danda en Lamjung a petición de la gente para convertirse en su rey. Kalu fue asesinado por la tribu Sekhant. En el año 1500, otro hijo, Yasobramha, se convirtió en el gobernante de amjung. El segundo hijo de Yasobramha, Dravya Shah conquistó la gente Ghale de la vecina Ligligkot, ahora en Gorkha. El príncipe Dravya Shah en 1559 también reemplazó a los jefes de Khandka para convertirse en el primer rey del Reino de Gorkha.

## Monarcas del Reino Gorkha
La siguiente es una lista de los diez reyes del principado de la colina de Gorkha
| Nro. | Nombre                   | Nombre nativo        | Período de Gobierno |
| ---- | ------------------------ | -------------------- | ------------------- |
| 1    | Dravya Shah              | राजा द्रव्य शाह           | 1559-1570           |
| 2    | Purna Shah/Purendra Shah | पूर्ण शाह/ पूरेन्द्र शाह     | 1570-1605           |
| 3    | Chatra Shah              | छत्र शाह               | 1605-1609           |
| 4    | Ram Shah                 | श्रीमन्त महाराजधिराज राम शाह  | 1609-1633           |
| 5    | Dambar Shah              | डम्वर शाह              | 1633-1645           |
| 6    | Krishna Shah             | श्रीकृष्ण शाह             | 1645-1661           |
| 7    | Rudra Shah               | रुद्र शाह               | 1661-1673           |
| 8    | Prithvipati Shah         | पृथ्वीपत्ति शाह            | 1673-1716           |
| 9    | Nara Bhupal Shah         | नरभूपाल शाह             | 1716-1743           |
| 10   | Prithvi Narayan Shah     | बडामहाराजधिराज पृथ्वीनारायण शाह | 1743-1768           |